# Interlands voetbalelftal van Trinidad en Tobago 2010-2019
Deze pagina toont een chronologisch en gedetailleerd overzicht van de interlands die het voetbalelftal van Trinidad en Tobago speelt en heeft gespeeld in de periode 2010 – 2019. In dit decennium nam Trinidad en Tobago deel aan twee edities van de CONCACAF Gold Cup; in 2006 debuteerde het land op het Wereldkampioenschap voetbal. Trinidad en Tobago trof in dit decennium twee nationaal elftallen die niet bij de wereldvoetbalbond FIFA zijn aangesloten, te weten Martinique en Frans-Guyana; de wedstrijden tegen deze elftallen staan hieronder wel vermeld.

## Interlands

### 2010
|                                                            |                                     |       |                    |                                                                                                   |
| 6 mei Vriendschappelijk № 619 «onderlinge duels» 20:00 uur | Chili                               | 2 – 0 | Trinidad en Tobago | Estadio Tierra de Campeones, Iquique Toeschouwers: 10.000 Scheidsrechter: Joaquín Antequera (BOL) |
| 6 mei Vriendschappelijk № 619 «onderlinge duels» 20:00 uur | Pedro Morales 2' Sebastián Toro 48' |       |                    | Estadio Tierra de Campeones, Iquique Toeschouwers: 10.000 Scheidsrechter: Joaquín Antequera (BOL) |

|                                                              |                                                                          |       |                    |                                                  |
| 21 juli Vriendschappelijk № 620 «onderlinge duels» 18:00 uur | Trinidad en Tobago                                                       | 4 – 1 | Antigua en Barbuda | Marvin Lee Stadium, Tunapuna Toeschouwers: 2.500 |
| 21 juli Vriendschappelijk № 620 «onderlinge duels» 18:00 uur | Kevon Carter 10' Kerry Baptiste 18' Kevon Carter 30' Devorn Jorsling 67' |       | 29' Akeem Thomas   | Marvin Lee Stadium, Tunapuna Toeschouwers: 2.500 |

|                                                                  |                     |       |                                                            |                                                                                      |
| 11 augustus Vriendschappelijk № 621 «onderlinge duels» 19:00 uur | Trinidad en Tobago  | 1 – 3 | Jamaica                                                    | Marvin Lee Stadium, Tunapuna Toeschouwers: 4.550 Scheidsrechter: Trevor Taylor (BRB) |
| 11 augustus Vriendschappelijk № 621 «onderlinge duels» 19:00 uur | Devorn Jorsling 29' |       | 8' Dane Richards 31' (pen.) Rodolph Austin 52' Kavin Bryan | Marvin Lee Stadium, Tunapuna Toeschouwers: 4.550 Scheidsrechter: Trevor Taylor (BRB) |

|                                                                  |                                                            |       |                    |                                                                                            |
| 7 september Vriendschappelijk № 622 «onderlinge duels» 18:30 uur | Panama                                                     | 3 – 0 | Trinidad en Tobago | Estadio Rommel Fernández, Panama-Stad Toeschouwers: 12.000 Scheidsrechter: Hugo Cruz (CRC) |
| 7 september Vriendschappelijk № 622 «onderlinge duels» 18:30 uur | Edwin Aguilar 14' Luis Tejada 76' Gabriel Gómez 87' (pen.) |       |                    | Estadio Rommel Fernández, Panama-Stad Toeschouwers: 12.000 Scheidsrechter: Hugo Cruz (CRC) |

|                                                                   |        |       |                    |                                                                            |
| 10 september Vriendschappelijk № 623 «onderlinge duels» 15:00 uur | Belize | 0 – 0 | Trinidad en Tobago | FFB Field, Belmopan Toeschouwers: 2.300 Scheidsrechter: Marlon Mejía (SLV) |
| 10 september Vriendschappelijk № 623 «onderlinge duels» 15:00 uur |        |       |                    | FFB Field, Belmopan Toeschouwers: 2.300 Scheidsrechter: Marlon Mejía (SLV) |

|                                                                   |                    |                     |                    |                                                           |
| 19 september Vriendschappelijk № 624 «onderlinge duels» 17:00 uur | Antigua en Barbuda | 0 – 1               | Trinidad en Tobago | Antigua Recreation Ground, Saint John's Toeschouwers: 500 |
| 19 september Vriendschappelijk № 624 «onderlinge duels» 17:00 uur |                    | 70' Devorn Jorsling |                    | Antigua Recreation Ground, Saint John's Toeschouwers: 500 |

|                                                                   |                                                      |       |             |                                                           |
| 21 september Vriendschappelijk № 625 «onderlinge duels» 18:00 uur | Trinidad en Tobago                                   | 3 – 0 | Saint Lucia | Antigua Recreation Ground, Saint John's Toeschouwers: 205 |
| 21 september Vriendschappelijk № 625 «onderlinge duels» 18:00 uur | Devorn Jorsling 22' Jamal Gay 53' Hughtun Hector 86' |       |             | Antigua Recreation Ground, Saint John's Toeschouwers: 205 |

|                                                                   |                   |       |                     | |
| 26 september Vriendschappelijk № 626 «onderlinge duels» 20:30 uur | Guyana            | 1 – 1 | Trinidad en Tobago  | Providence National Stadium, Providence Toeschouwers: 9.000 Scheidsrechter: Stanley Lancaster (GUY) |
| 26 september Vriendschappelijk № 626 «onderlinge duels» 20:30 uur | Dwight Peters 43' |       | 36' Devorn Jorsling | Providence National Stadium, Providence Toeschouwers: 9.000 Scheidsrechter: Stanley Lancaster (GUY) |

|                                                                 |                          |       |                    |                                                                                        |
| 10 oktober Vriendschappelijk № 627 «onderlinge duels» 19:00 uur | Jamaica                  | 1 – 0 | Trinidad en Tobago | Independence Park, Kingston Toeschouwers: 7.000 Scheidsrechter: Benito Archundia (MEX) |
| 10 oktober Vriendschappelijk № 627 «onderlinge duels» 19:00 uur | Dane Richards 19' (pen.) |       |                    | Independence Park, Kingston Toeschouwers: 7.000 Scheidsrechter: Benito Archundia (MEX) |

|                                                                            | |       |                                          |                                                                                         |
| 2 november Caribbean Cup 2010 Voorronde № 628 «onderlinge duels» 19:00 uur | Trinidad en Tobago                                                                                                  | 6 – 2 | Saint Vincent en de Grenadines           | Manny Ramjohn Stadium, Trinidad Toeschouwers: 1.100 Scheidsrechter: Dave Peterkin (JAM) |
| 2 november Caribbean Cup 2010 Voorronde № 628 «onderlinge duels» 19:00 uur | Devorn Jorsling 2' Devorn Jorsling 35' Kerry Baptiste 57' Devorn Jorsling 59' Kerry Baptiste 67' Hughtun Hector 90' |       | 28' Shandel Samuel 45' Cornelius Stewart | Manny Ramjohn Stadium, Trinidad Toeschouwers: 1.100 Scheidsrechter: Dave Peterkin (JAM) |

|                                                                            |                                        |       |                   |                                                                                                  |
| 4 november Caribbean Cup 2010 Voorronde № 629 «onderlinge duels» 19:00 uur | Trinidad en Tobago                     | 2 – 1 | Guyana            | Hasely Crawford Stadium, Port of Spain Toeschouwers: 1.100 Scheidsrechter: Valdin Legister (JAM) |
| 4 november Caribbean Cup 2010 Voorronde № 629 «onderlinge duels» 19:00 uur | Lester Peltier 34' Devorn Jorsling 42' |       | 78' Shawn Beveney | Hasely Crawford Stadium, Port of Spain Toeschouwers: 1.100 Scheidsrechter: Valdin Legister (JAM) |

|                                                                            |                                                                            |       |       |                                                                                                  |
| 6 november Caribbean Cup 2010 Voorronde № 630 «onderlinge duels» 19:30 uur | Trinidad en Tobago                                                         | 4 – 0 | Haïti | Hasely Crawford Stadium, Port of Spain Toeschouwers: 850 Scheidsrechter: Courtney Campbell (JAM) |
| 6 november Caribbean Cup 2010 Voorronde № 630 «onderlinge duels» 19:30 uur | Hughtun Hector 4' Devorn Jorsling 8' Kerry Baptiste 29' Hughtun Hector 33' |       |       | Hasely Crawford Stadium, Port of Spain Toeschouwers: 850 Scheidsrechter: Courtney Campbell (JAM) |

|                                                                           |                    |                                      |      |                                                                                                 |
| 26 november Caribbean Cup 2010 Groep H № 631 «onderlinge duels» 18:00 uur | Trinidad en Tobago | 0 – 2                                | Cuba | Stade Pierre Aliker, Fort-de-France Toeschouwers: 5.000 Scheidsrechter: Stanley Lancaster (GUY) |
| 26 november Caribbean Cup 2010 Groep H № 631 «onderlinge duels» 18:00 uur |                    | 23' Jaime Colomé 79' Roberto Linares |      | Stade Pierre Aliker, Fort-de-France Toeschouwers: 5.000 Scheidsrechter: Stanley Lancaster (GUY) |

|                                                                           |                  |       |                    |                                                                                       |
| 28 november Caribbean Cup 2010 Groep H № 632 «onderlinge duels» 16:00 uur | Grenada          | 1 – 0 | Trinidad en Tobago | Stade Pierre Aliker, Fort-de-France Toeschouwers: 500 Scheidsrechter: Hugo Cruz (CRC) |
| 28 november Caribbean Cup 2010 Groep H № 632 «onderlinge duels» 16:00 uur | Kithson Bain 70' |       |                    | Stade Pierre Aliker, Fort-de-France Toeschouwers: 500 Scheidsrechter: Hugo Cruz (CRC) |

|                                                                           |            |                    |                    |                                                                                             |
| 30 november Caribbean Cup 2010 Groep H № 633 «onderlinge duels» 20:30 uur | Martinique | 0 – 1              | Trinidad en Tobago | Stade Pierre Aliker, Fort-de-France Toeschouwers: 2.000 Scheidsrechter: Trevor Taylor (BAR) |
| 30 november Caribbean Cup 2010 Groep H № 633 «onderlinge duels» 20:30 uur |            | 47' Hughton Hector |                    | Stade Pierre Aliker, Fort-de-France Toeschouwers: 2.000 Scheidsrechter: Trevor Taylor (BAR) |

### 2011
|                                                                  |                                                             |       |       |                                                            |
| 21 augustus Vriendschappelijk № 634 «onderlinge duels» 17:00 uur | Trinidad en Tobago                                          | 3 – 0 | India | Hasely Crawford Stadium, Port of Spain Toeschouwers: 6.600 |
| 21 augustus Vriendschappelijk № 634 «onderlinge duels» 17:00 uur | Stern John 19' (pen.) Darryl Roberts 46' Darryl Roberts 85' |       |       | Hasely Crawford Stadium, Port of Spain Toeschouwers: 6.600 |

|                                                                             |                    |       |         |                                                                                               |
| 2 september Kwalificatie WK 2014 Groep B № 635 «onderlinge duels» 16:00 uur | Trinidad en Tobago | 1 – 0 | Bermuda | Hasely Crawford Stadium, Port of Spain Toeschouwers: 6.000 Scheidsrechter: Jafeth Perea (PAN) |
| 2 september Kwalificatie WK 2014 Groep B № 635 «onderlinge duels» 16:00 uur | Kenwyne Jones 45'  |       |         | Hasely Crawford Stadium, Port of Spain Toeschouwers: 6.000 Scheidsrechter: Jafeth Perea (PAN) |

|                                                                             |          |                                    |                    |                                                                                     |
| 6 september Kwalificatie WK 2014 Groep B № 636 «onderlinge duels» 16:00 uur | Barbados | 0 – 2                              | Trinidad en Tobago | Nationaal stadion, Bridgetown Toeschouwers: 775 Scheidsrechter: Elmer Bonilla (SLV) |
| 6 september Kwalificatie WK 2014 Groep B № 636 «onderlinge duels» 16:00 uur |          | 17' Keon Daniel 67' Darryl Roberts |                    | Nationaal stadion, Bridgetown Toeschouwers: 775 Scheidsrechter: Elmer Bonilla (SLV) |

|                                                                           |                                    |       |                    |                                                                                       |
| 7 oktober Kwalificatie WK 2014 Groep B № 637 «onderlinge duels» 20:00 uur | Bermuda                            | 2 – 1 | Trinidad en Tobago | Nationaal stadion, Devonshire Toeschouwers: 2.243 Scheidsrechter: Jeffrey Solis (CRC) |
| 7 oktober Kwalificatie WK 2014 Groep B № 637 «onderlinge duels» 20:00 uur | Antwan Russell 52' Nahki Wells 63' |       | 82' Kevin Molino   | Nationaal stadion, Devonshire Toeschouwers: 2.243 Scheidsrechter: Jeffrey Solis (CRC) |

|                                                                            |                                                                            |       |          |                                                                                                |
| 11 oktober Kwalificatie WK 2014 Groep B № 638 «onderlinge duels» 17:00 uur | Trinidad en Tobago                                                         | 4 – 0 | Barbados | Hasely Crawford Stadium, Port of Spain Toeschouwers: 3.000 Scheidsrechter: Raymond Bogle (JAM) |
| 11 oktober Kwalificatie WK 2014 Groep B № 638 «onderlinge duels» 17:00 uur | Lester Peltier 6' Lester Peltier 55' Lester Peltier 63' Hughton Hector 90' |       |          | Hasely Crawford Stadium, Port of Spain Toeschouwers: 3.000 Scheidsrechter: Raymond Bogle (JAM) |

|                                                                             |                                |       |                     | |
| 11 november Kwalificatie WK 2014 Groep B № 639 «onderlinge duels» 20:00 uur | Guyana                         | 2 – 1 | Trinidad en Tobago  | Providence National Stadium, Providence Toeschouwers: 18.000 Scheidsrechter: Enrico Wijngaarde (SUR) |
| 11 november Kwalificatie WK 2014 Groep B № 639 «onderlinge duels» 20:00 uur | Ricky Shakes 10' Leon Cort 81' |       | 90+3' Kenwyne Jones | Providence National Stadium, Providence Toeschouwers: 18.000 Scheidsrechter: Enrico Wijngaarde (SUR) |

|                                                                             |                                      |       |        |                                                                                               |
| 15 november Kwalificatie WK 2014 Groep B № 640 «onderlinge duels» 17:00 uur | Trinidad en Tobago                   | 3 – 0 | Guyana | Hasely Crawford Stadium, Port of Spain Toeschouwers: 2.000 Scheidsrechter: Marlon Mejía (SLV) |
| 15 november Kwalificatie WK 2014 Groep B № 640 «onderlinge duels» 17:00 uur | Kenwyne Jones 59' Lester Peltier 69' |       |        | Hasely Crawford Stadium, Port of Spain Toeschouwers: 2.000 Scheidsrechter: Marlon Mejía (SLV) |

### 2012
|                                                                 |                                      |       |                                                       | |
| 22 januari Vriendschappelijk № 641 «onderlinge duels» 21:00 uur | Trinidad en Tobago                   | 2 – 3 | Finland                                               | Hasely Crawford Stadium, Port of Spain Toeschouwers: 7.000 Scheidsrechter: Courtney Campbell (JAM) |
| 22 januari Vriendschappelijk № 641 «onderlinge duels» 21:00 uur | Mekeil Williams 32' Kevin Molino 67' |       | 33' Riku Riski 75' Toni Kolehmainen 78' Mika Ääritalo | Hasely Crawford Stadium, Port of Spain Toeschouwers: 7.000 Scheidsrechter: Courtney Campbell (JAM) |

|                                                                  |                    |                                                                              |                    |                                                          |
| 29 februari Vriendschappelijk № 642 «onderlinge duels» 16:00 uur | Antigua en Barbuda | 0 – 4                                                                        | Trinidad en Tobago | Sir Vivian Richards Stadium, Antigua Toeschouwers: 2.500 |
| 29 februari Vriendschappelijk № 642 «onderlinge duels» 16:00 uur |                    | 59' Devorn Jorsling 70' Devorn Jorsling 78' Devorn Jorsling 81' Willis Plaza |                    | Sir Vivian Richards Stadium, Antigua Toeschouwers: 2.500 |

|                                                                  |                                              |       |                    |                                                                                                |
| 15 augustus Vriendschappelijk № 643 «onderlinge duels» 20:00 uur | Canada                                       | 2 – 0 | Trinidad en Tobago | Central Broward Regional Park, Lauderhill Toeschouwers: 200 Scheidsrechter: Jair Marrufo (USA) |
| 15 augustus Vriendschappelijk № 643 «onderlinge duels» 20:00 uur | Tosaint Ricketts 58' Will Johnson 86' (pen.) |       |                    | Central Broward Regional Park, Lauderhill Toeschouwers: 200 Scheidsrechter: Jair Marrufo (USA) |

|                                                                            |                             |       |                                                                   |                                                                                     |
| 10 oktober Caribbean Cup 2012 Voorronde № 644 «onderlinge duels» 17:00 uur | Frans-Guyana                | 1 – 4 | Trinidad en Tobago                                                | Warner Park Stadium, Basseterre Toeschouwers: 400 Scheidsrechter: Marcos Brea (CUB) |
| 10 oktober Caribbean Cup 2012 Voorronde № 644 «onderlinge duels» 17:00 uur | Jean-Claude Darcheville 16' |       | 26' Hughtun Hector 35' Jamal Gay 72' Keon Daniel 87' Willis Plaza | Warner Park Stadium, Basseterre Toeschouwers: 400 Scheidsrechter: Marcos Brea (CUB) |

|                                                                            |                      |                  |                    |                                                                                          |
| 12 oktober Caribbean Cup 2012 Voorronde № 645 «onderlinge duels» 19:00 uur | Saint Kitts en Nevis | 0 – 1            | Trinidad en Tobago | Warner Park Stadium, Basseterre Toeschouwers: 1700 Scheidsrechter: David Rubalcaba (CUB) |
| 12 oktober Caribbean Cup 2012 Voorronde № 645 «onderlinge duels» 19:00 uur |                      | 51' Kevon Carter |                    | Warner Park Stadium, Basseterre Toeschouwers: 1700 Scheidsrechter: David Rubalcaba (CUB) |

|                                                                            | |        |          |                                                                                        |
| 14 oktober Caribbean Cup 2012 Voorronde № 646 «onderlinge duels» 17:00 uur | Trinidad en Tobago                                                                                     | 10 – 0 | Anguilla | Warner Park Stadium, Basseterre Toeschouwers: 40 Scheidsrechter: Sherwin Johnson (GUY) |
| 14 oktober Caribbean Cup 2012 Voorronde № 646 «onderlinge duels» 17:00 uur | Jamal Gay 7' Keon Daniel 11' Jamal Gay 21' Jamal Gay 32' Keon Daniel 35' Jamal Gay 38' Keon Daniel 40' |        |          | Warner Park Stadium, Basseterre Toeschouwers: 40 Scheidsrechter: Sherwin Johnson (GUY) |

|                                                                             |                    |       |                                |                                                                                        |
| 14 november Caribbean Cup 2012 Voorronde № 647 «onderlinge duels» 20:00 uur | Trinidad en Tobago | 1 – 1 | Saint Vincent en de Grenadines | Dwight Yorke Stadium, Tobago Toeschouwers: 800 Scheidsrechter: Courtney Campbell (JAM) |
| 14 november Caribbean Cup 2012 Voorronde № 647 «onderlinge duels» 20:00 uur | Devorn Jorsling 3' |       | 24' Myron Samuel               | Dwight Yorke Stadium, Tobago Toeschouwers: 800 Scheidsrechter: Courtney Campbell (JAM) |

|                                                                             |                                                 |       |          |                                                                                    |
| 16 november Caribbean Cup 2012 Voorronde № 648 «onderlinge duels» 20:00 uur | Trinidad en Tobago                              | 3 – 0 | Suriname | Dwight Yorke Stadium, Tobago Toeschouwers: 950 Scheidsrechter: Alain Georges (HAI) |
| 16 november Caribbean Cup 2012 Voorronde № 648 «onderlinge duels» 20:00 uur | Seon Power 35' Richard Roy 50' Aubrey David 88' |       |          | Dwight Yorke Stadium, Tobago Toeschouwers: 950 Scheidsrechter: Alain Georges (HAI) |

|                                                                             |                     |       |      |                                                                                          |
| 18 november Caribbean Cup 2012 Voorronde № 649 «onderlinge duels» 20:00 uur | Trinidad en Tobago  | 1 – 0 | Cuba | Dwight Yorke Stadium, Tobago Toeschouwers: 1.300 Scheidsrechter: Courtney Campbell (JAM) |
| 18 november Caribbean Cup 2012 Voorronde № 649 «onderlinge duels» 20:00 uur | Ataullah Guerra 67' |       |      | Dwight Yorke Stadium, Tobago Toeschouwers: 1.300 Scheidsrechter: Courtney Campbell (JAM) |

|                                                                          |       |       |                    |                                                                                                 |
| 7 december Caribbean Cup 2012 Groep A № 650 «onderlinge duels» 18:00 uur | Haïti | 0 – 0 | Trinidad en Tobago | Antigua Recreation Ground, Saint John's Toeschouwers: 150 Scheidsrechter: Valdin Legister (JAM) |
| 7 december Caribbean Cup 2012 Groep A № 650 «onderlinge duels» 18:00 uur |       |       |                    | Antigua Recreation Ground, Saint John's Toeschouwers: 150 Scheidsrechter: Valdin Legister (JAM) |

|                                                                          |                                      |       |                    |                                                                                                   |
| 9 december Caribbean Cup 2012 Groep A № 651 «onderlinge duels» 19:00 uur | Antigua en Barbuda                   | 2 – 0 | Trinidad en Tobago | Antigua Recreation Ground, Saint John's Toeschouwers: 2.000 Scheidsrechter: David Rubalcaba (CUB) |
| 9 december Caribbean Cup 2012 Groep A № 651 «onderlinge duels» 19:00 uur | Quinton Griffith 51' Peter Byers 73' |       |                    | Antigua Recreation Ground, Saint John's Toeschouwers: 2.000 Scheidsrechter: David Rubalcaba (CUB) |

|                                                                           |                                   |       |                        |                                                                                              |
| 11 december Caribbean Cup 2012 Groep A № 652 «onderlinge duels» 17:00 uur | Trinidad en Tobago                | 2 – 1 | Dominicaanse Republiek | Antigua Recreation Ground, Saint John's Toeschouwers: 250 Scheidsrechter: Kevin Thomas (JAM) |
| 11 december Caribbean Cup 2012 Groep A № 652 «onderlinge duels» 17:00 uur | Kevon Carter 14' Kevin Molino 70' |       | 52' Kerbi Rodríguez    | Antigua Recreation Ground, Saint John's Toeschouwers: 250 Scheidsrechter: Kevin Thomas (JAM) |

|                                                                                |                                                                                   |              |                                                                                |                                                                                               |
| 14 december Caribbean Cup 2012 Halve finale № 653 «onderlinge duels» 17:00 uur | Trinidad en Tobago                                                                | 1 – 1 (n.v.) | Dominicaanse Republiek                                                         | Antigua Recreation Ground, Saint John's Toeschouwers: 200 Scheidsrechter: Elmer Bonilla (SLV) |
| 14 december Caribbean Cup 2012 Halve finale № 653 «onderlinge duels» 17:00 uur | Kévin Parsemain 75'                                                               |              | 90' Richard Roy                                                                | Antigua Recreation Ground, Saint John's Toeschouwers: 200 Scheidsrechter: Elmer Bonilla (SLV) |
| 14 december Caribbean Cup 2012 Halve finale № 653 «onderlinge duels» 17:00 uur | Strafschoppen                                                                     |              |                                                                                | Antigua Recreation Ground, Saint John's Toeschouwers: 200 Scheidsrechter: Elmer Bonilla (SLV) |
| 14 december Caribbean Cup 2012 Halve finale № 653 «onderlinge duels» 17:00 uur | Jacky Berdix Sébastien Crétinoir Steeve Gustan Kévin Parsemain Frédéric Piquionne | 4 – 5        | Densill Theobald Kevin Molino Carlyle Mitchell Curtis Gonzales Ataullah Guerra | Antigua Recreation Ground, Saint John's Toeschouwers: 200 Scheidsrechter: Elmer Bonilla (SLV) |

|                                                                          |                       |              |                    |                                                                                                 |
| 16 december Caribbean Cup 2012 Finale № 654 «onderlinge duels» 17:00 uur | Cuba                  | 1 – 0 (n.v.) | Trinidad en Tobago | Antigua Recreation Ground, Saint John's Toeschouwers: 750 Scheidsrechter: Valdin Legister (JAM) |
| 16 december Caribbean Cup 2012 Finale № 654 «onderlinge duels» 17:00 uur | Marcel Hernández 113' |              |                    | Antigua Recreation Ground, Saint John's Toeschouwers: 750 Scheidsrechter: Valdin Legister (JAM) |

### 2013
|                                                                 |                    |                                        |      |                                                                                  |
| 6 februari Vriendschappelijk № 655 «onderlinge duels» 19:00 uur | Trinidad en Tobago | 0 – 2                                  | Peru | Ato Boldonstadion, Couva Toeschouwers: 4.200 Scheidsrechter: Adrian Skeete (BAR) |
| 6 februari Vriendschappelijk № 655 «onderlinge duels» 19:00 uur |                    | 30' Claudio Pizarro 88' André Carrillo |      | Ato Boldonstadion, Couva Toeschouwers: 4.200 Scheidsrechter: Adrian Skeete (BAR) |

|                                                               |        |       |                    |                                                                              |
| 23 maart Vriendschappelijk № 656 «onderlinge duels» 19:00 uur | Belize | 0 – 0 | Trinidad en Tobago | FFB Field, Belmopan Toeschouwers: 3.000 Scheidsrechter: Irfan Basmedir (BIZ) |
| 23 maart Vriendschappelijk № 656 «onderlinge duels» 19:00 uur |        |       |                    | FFB Field, Belmopan Toeschouwers: 3.000 Scheidsrechter: Irfan Basmedir (BIZ) |

|                                                               |                                                           |       |                    |                                                                                        |
| 26 maart Vriendschappelijk № 657 «onderlinge duels» 20:00 uur | Peru                                                      | 3 – 0 | Trinidad en Tobago | Estadio Nacional José Diaz, Lima Toeschouwers: 12.322 Scheidsrechter: Diego Lara (ECU) |
| 26 maart Vriendschappelijk № 657 «onderlinge duels» 20:00 uur | Yordy Reyna 39' Paolo Hurtado 81' Christofer Gonzáles 83' |       |                    | Estadio Nacional José Diaz, Lima Toeschouwers: 12.322 Scheidsrechter: Diego Lara (ECU) |

|                                                             |                                                                                  |       |                    |                                                                                     |
| 4 juni Vriendschappelijk № 658 «onderlinge duels» 19:45 uur | Roemenië                                                                         | 4 – 0 | Trinidad en Tobago | Arena Națională, Boekarest Toeschouwers: 10.128 Scheidsrechter: Milorad Mažić (SRB) |
| 4 juni Vriendschappelijk № 658 «onderlinge duels» 19:45 uur | Ciprian Marica 31' Ciprian Marica 33' Daneil Cyrus 50' (e.d.) Ciprian Marica 81' |       |                    | Arena Națională, Boekarest Toeschouwers: 10.128 Scheidsrechter: Milorad Mažić (SRB) |

|                                                             |                 |       |                    |                                                                                |
| 7 juni Vriendschappelijk № 659 «onderlinge duels» 18:00 uur | Estland         | 1 – 0 | Trinidad en Tobago | A. Le Coq Arena, Tallinn Toeschouwers: 3.014 Scheidsrechter: Mark Whitby (WAL) |
| 7 juni Vriendschappelijk № 659 «onderlinge duels» 18:00 uur | Henri Anier 13' |       |                    | A. Le Coq Arena, Tallinn Toeschouwers: 3.014 Scheidsrechter: Mark Whitby (WAL) |

| CONCACAF Gold Cup 2013 |
| ---------------------- |

|                                                                          |                                       |       |                                   |                                                                                     |
| 8 juli CONCACAF Gold Cup 2013 Groep B № 660 «onderlinge duels» 19:00 uur | El Salvador                           | 2 – 2 | Trinidad en Tobago                | Red Bull Arena, Harrison Toeschouwers: 20.000 Scheidsrechter: Marco Rodríguez (MEX) |
| 8 juli CONCACAF Gold Cup 2013 Groep B № 660 «onderlinge duels» 19:00 uur | Rodolfo Zelaya 22' Rodolfo Zelaya 69' |       | 11' Keon Daniel 73' Kenwyne Jones | Red Bull Arena, Harrison Toeschouwers: 20.000 Scheidsrechter: Marco Rodríguez (MEX) |

|                                                                           |                    |                                               |       |                                                                                 |
| 12 juli CONCACAF Gold Cup 2013 Groep B № 661 «onderlinge duels» 18:00 uur | Trinidad en Tobago | 0 – 2                                         | Haïti | Dolphin Stadium, Miami Toeschouwers: 28.713 Scheidsrechter: Jeffrey Solis (CRC) |
| 12 juli CONCACAF Gold Cup 2013 Groep B № 661 «onderlinge duels» 18:00 uur |                    | 16' Jean-Eudes Maurice 53' Jean-Eudes Maurice |       | Dolphin Stadium, Miami Toeschouwers: 28.713 Scheidsrechter: Jeffrey Solis (CRC) |

|                                                                           |          |                                           |                    |                                                                                          |
| 15 juli CONCACAF Gold Cup 2013 Groep B № 662 «onderlinge duels» 21:30 uur | Honduras | 0 – 2                                     | Trinidad en Tobago | BBVA Compass Stadium, Houston Toeschouwers: 21.783 Scheidsrechter: Marco Rodríguez (MEX) |
| 15 juli CONCACAF Gold Cup 2013 Groep B № 662 «onderlinge duels» 21:30 uur |          | 48' (pen.) Kenwyne Jones 67' Kevin Molino |                    | BBVA Compass Stadium, Houston Toeschouwers: 21.783 Scheidsrechter: Marco Rodríguez (MEX) |

|                                                                               |                  |       |                    |                                                                               |
| 20 juli CONCACAF Gold Cup 2013 Kwartfinale № 663 «onderlinge duels» 15:00 uur | Mexico           | 1 – 0 | Trinidad en Tobago | Georgia Dome, Atlanta Toeschouwers: 54.229 Scheidsrechter: Joel Aguilar (SLV) |
| 20 juli CONCACAF Gold Cup 2013 Kwartfinale № 663 «onderlinge duels» 15:00 uur | Raúl Jiménez 84' |       |                    | Georgia Dome, Atlanta Toeschouwers: 54.229 Scheidsrechter: Joel Aguilar (SLV) |

|  |  |  |  |  |  |  |  |  |

|                                                                  |                                                              |       |                                                   |                                                                 |
| 5 september Vriendschappelijk № 664 «onderlinge duels» 18:00 uur | Trinidad en Tobago                                           | 3 – 3 | Verenigde Arabische Emiraten                      | Koning Fahdstadion, Riyad Scheidsrechter: Fahad Al-Oraini (KSA) |
| 5 september Vriendschappelijk № 664 «onderlinge duels» 18:00 uur | Willis Plaza 56' Kenwyne Jones 87' (pen.) Kevin Molino 90+2' |       | 5' Habib Fardan 37' Ali Mabkhout 54' Ahmed Khalil | Koning Fahdstadion, Riyad Scheidsrechter: Fahad Al-Oraini (KSA) |

|                                                                  |                 |       |                                                     |                                                                               |
| 9 september Vriendschappelijk № 665 «onderlinge duels» 18:45 uur | Saoedi-Arabië   | 1 – 3 | Trinidad en Tobago                                  | Koning Fahdstadion, Riyad Toeschouwers: 350 Scheidsrechter: Jameel Juma (BHR) |
| 9 september Vriendschappelijk № 665 «onderlinge duels» 18:45 uur | Naif Hazazi 47' |       | 4' Kenwyne Jones 5' Kenwyne Jones 85' Andre Boucaud | Koning Fahdstadion, Riyad Toeschouwers: 350 Scheidsrechter: Jameel Juma (BHR) |

|                                                                 |                    |       |               |                                                                                |
| 15 oktober Vriendschappelijk № 666 «onderlinge duels» 18:15 uur | Trinidad en Tobago | 0 – 0 | Nieuw-Zeeland | Hasely Crawford Stadium, Port of Spain Scheidsrechter: Stanley Lancaster (GUY) |
| 15 oktober Vriendschappelijk № 666 «onderlinge duels» 18:15 uur |                    |       |               | Hasely Crawford Stadium, Port of Spain Scheidsrechter: Stanley Lancaster (GUY) |

|                                                                  |         |                    |                    |                                                                                  |
| 15 november Vriendschappelijk № 667 «onderlinge duels» 20:30 uur | Jamaica | 0 – 1              | Trinidad en Tobago | Catherine Hall, Montego Bay Toeschouwers: 4.000 Scheidsrechter: Jhon Pitti (PAN) |
| 15 november Vriendschappelijk № 667 «onderlinge duels» 20:30 uur |         | 6' Ataullah Guerra |                    | Catherine Hall, Montego Bay Toeschouwers: 4.000 Scheidsrechter: Jhon Pitti (PAN) |

|                                                                  |                                              |       |         | |
| 19 november Vriendschappelijk № 668 «onderlinge duels» 20:00 uur | Trinidad en Tobago                           | 2 – 0 | Jamaica | Hasely Crawford Stadium, Port of Spain Toeschouwers: 6.000 Scheidsrechter: Enrico Wijngaarde (SUR) |
| 19 november Vriendschappelijk № 668 «onderlinge duels» 20:00 uur | Ataullah Guerra 49' Kenwyne Jones 73' (pen.) |       |         | Hasely Crawford Stadium, Port of Spain Toeschouwers: 6.000 Scheidsrechter: Enrico Wijngaarde (SUR) |

### 2014
|                                                             |                                                              |       |                    |                                                                                              |
| 4 juni Vriendschappelijk № 669 «onderlinge duels» 20:15 uur | Argentinië                                                   | 3 – 0 | Trinidad en Tobago | Estadio Monumental, Buenos Aires Toeschouwers: 40.000 Scheidsrechter: Daniel Fedorczuk (URU) |
| 4 juni Vriendschappelijk № 669 «onderlinge duels» 20:15 uur | Rodrigo Palacio 45' Javier Mascherano 51' Maxi Rodriguez 64' |       |                    | Estadio Monumental, Buenos Aires Toeschouwers: 40.000 Scheidsrechter: Daniel Fedorczuk (URU) |

|                                                             |                    |                                             |      |                                                                                    |
| 8 juni Vriendschappelijk № 670 «onderlinge duels» 19:00 uur | Trinidad en Tobago | 0 – 2                                       | Iran | Arena de São Paulo, São Paulo Toeschouwers: 0 Scheidsrechter: Wilton Sampaio (BRA) |
| 8 juni Vriendschappelijk № 670 «onderlinge duels» 19:00 uur |                    | 45+1' Ehsan Hajsafi 54' Reza Ghoochannejhad |      | Arena de São Paulo, São Paulo Toeschouwers: 0 Scheidsrechter: Wilton Sampaio (BRA) |

|                                                                           | |       |                        |                                                                |
| 8 oktober Caribbean Cup 2014 Voorronde № 671 «onderlinge duels» 20:15 uur | Trinidad en Tobago                                                                                     | 6 – 1 | Dominicaanse Republiek | Ato Boldon Stadium, Couva Scheidsrechter: Kevin Morrison (JAM) |
| 8 oktober Caribbean Cup 2014 Voorronde № 671 «onderlinge duels» 20:15 uur | Kevin Molino 3' Kevin Molino 4' Kevin Molino 24' Kenwyne Jones 40' Kenwyne Jones 55' Trevin Caesar 76' |       | 88' Jonathan Faña      | Ato Boldon Stadium, Couva Scheidsrechter: Kevin Morrison (JAM) |

|                                                                            |                                      |       |             |                                                               |
| 10 oktober Caribbean Cup 2014 Voorronde № 672 «onderlinge duels» 20:15 uur | Trinidad en Tobago                   | 2 – 0 | Saint Lucia | Ato Boldon Stadium, Couva Scheidsrechter: Adrian Skeete (BAR) |
| 10 oktober Caribbean Cup 2014 Voorronde № 672 «onderlinge duels» 20:15 uur | Ataullah Guerra 6' Kenwyne Jones 67' |       |             | Ato Boldon Stadium, Couva Scheidsrechter: Adrian Skeete (BAR) |

|                                                                            |                    |       |                    |                                                               |
| 12 oktober Caribbean Cup 2014 Voorronde № 673 «onderlinge duels» 18:15 uur | Trinidad en Tobago | 1 – 0 | Antigua en Barbuda | Ato Boldon Stadium, Couva Scheidsrechter: Trevor Taylor (BAR) |
| 12 oktober Caribbean Cup 2014 Voorronde № 673 «onderlinge duels» 18:15 uur | Kevin Molino 45'   |       |                    | Ato Boldon Stadium, Couva Scheidsrechter: Trevor Taylor (BAR) |

|                                                                           |                                        |       |                                                             |                                                                             |
| 11 november Caribbean Cup 2014 Groep A № 674 «onderlinge duels» 17:30 uur | Curaçao                                | 2 – 3 | Trinidad en Tobago                                          | Montego Bay Sports Complex, Montego Bay Scheidsrechter: Trevor Taylor (BAR) |
| 11 november Caribbean Cup 2014 Groep A № 674 «onderlinge duels» 17:30 uur | Rihairo Meulens 18' Gianluca Maria 48' |       | 26' (pen.) Kenwyne Jones 38' Kenwyne Jones 52' Kevin Molino | Montego Bay Sports Complex, Montego Bay Scheidsrechter: Trevor Taylor (BAR) |

|                                                                           |                                                                                   |       |                                              |                                                                             |
| 13 november Caribbean Cup 2014 Groep A № 675 «onderlinge duels» 17:30 uur | Trinidad en Tobago                                                                | 4 – 2 | Frans-Guyana                                 | Montego Bay Sports Complex, Montego Bay Scheidsrechter: Sandy Vásquez (DOM) |
| 13 november Caribbean Cup 2014 Groep A № 675 «onderlinge duels» 17:30 uur | Kevin Molino 17' Kevin Molino 58' Lester Peltier 62' (pen.) Ataullah Guerra 90+2' |       | 64' Brian Saint-Clair 84' Jean-David Legrand | Montego Bay Sports Complex, Montego Bay Scheidsrechter: Sandy Vásquez (DOM) |

|                                                                           |      |       |                    |                                                                             |
| 15 november Caribbean Cup 2014 Groep A № 676 «onderlinge duels» 20:00 uur | Cuba | 0 – 0 | Trinidad en Tobago | Montego Bay Sports Complex, Montego Bay Scheidsrechter: Trevor Taylor (BAR) |
| 15 november Caribbean Cup 2014 Groep A № 676 «onderlinge duels» 20:00 uur |      |       |                    | Montego Bay Sports Complex, Montego Bay Scheidsrechter: Trevor Taylor (BAR) |

|                                                                          |                                                                        |              |                                                                           |                                                                              |
| 18 november Caribbean Cup 2014 Finale № 677 «onderlinge duels» 20:00 uur | Trinidad en Tobago                                                     | 0 – 0 (n.v.) | Jamaica                                                                   | Montego Bay Sports Complex, Montego Bay Scheidsrechter: Ricardo Cerdas (CRC) |
| 18 november Caribbean Cup 2014 Finale № 677 «onderlinge duels» 20:00 uur |                                                                        |              |                                                                           | Montego Bay Sports Complex, Montego Bay Scheidsrechter: Ricardo Cerdas (CRC) |
| 18 november Caribbean Cup 2014 Finale № 677 «onderlinge duels» 20:00 uur | Strafschoppen                                                          |              |                                                                           | Montego Bay Sports Complex, Montego Bay Scheidsrechter: Ricardo Cerdas (CRC) |
| 18 november Caribbean Cup 2014 Finale № 677 «onderlinge duels» 20:00 uur | Kenwyne Jones Ataullah Guerra Kevin Molino Joevin Jones Khaleem Hyland | 3 – 4        | Jermaine Taylor Jobi McAnuff Demar Phillips Michael Seaton Rodolph Austin | Montego Bay Sports Complex, Montego Bay Scheidsrechter: Ricardo Cerdas (CRC) |

### 2015
|                                                               |                    |                  |        |                                                                                   |
| 27 maart Vriendschappelijk № 678 «onderlinge duels» 15:30 uur | Trinidad en Tobago | 0 – 1            | Panama | Ato Boldon Stadium, Couva Toeschouwers: 3.000 Scheidsrechter: Sherwin Moore (GUY) |
| 27 maart Vriendschappelijk № 678 «onderlinge duels» 15:30 uur |                    | 16' Román Torres |        | Ato Boldon Stadium, Couva Toeschouwers: 3.000 Scheidsrechter: Sherwin Moore (GUY) |

|                                                             |                      |       |                    |                                                                      |
| 5 juni Vriendschappelijk № 679 «onderlinge duels» 20:00 uur | Curaçao              | 1 – 0 | Trinidad en Tobago | Ergilio Hatostadion, Willemstad Scheidsrechter: Juniel Adelina (CUW) |
| 5 juni Vriendschappelijk № 679 «onderlinge duels» 20:00 uur | Charlton Vicento 85' |       |                    | Ergilio Hatostadion, Willemstad Scheidsrechter: Juniel Adelina (CUW) |

|                                                              |                                                          |       |                    |                                                                                       |
| 16 juni Vriendschappelijk № 680 «onderlinge duels» 20:00 uur | Jordanië                                                 | 3 – 0 | Trinidad en Tobago | Al-Hassanstadion, Irbid Toeschouwers: 13.000 Scheidsrechter: Mohamed Al-Zarouni (VAE) |
| 16 juni Vriendschappelijk № 680 «onderlinge duels» 20:00 uur | Hamza Al-Dardour 16' Abdallah Deeb 24' Odai Al-Saify 70' |       |                    | Al-Hassanstadion, Irbid Toeschouwers: 13.000 Scheidsrechter: Mohamed Al-Zarouni (VAE) |

| CONCACAF Gold Cup 2015 |
| ---------------------- |

|                                                                          |                                                      |       |                 |                                                                              |
| 9 juli CONCACAF Gold Cup 2015 Groep C № 681 «onderlinge duels» 18:00 uur | Trinidad en Tobago                                   | 3 – 1 | Guatemala       | Soldier Field, Chicago Toeschouwers: 54.126 Scheidsrechter: Jhon Pitti (PAN) |
| 9 juli CONCACAF Gold Cup 2015 Groep C № 681 «onderlinge duels» 18:00 uur | Sheldon Bateau 10' Cordell Cato 13' Joevin Jones 25' |       | 61' Carlos Ruiz | Soldier Field, Chicago Toeschouwers: 54.126 Scheidsrechter: Jhon Pitti (PAN) |

|                                                                           |                                      |       |      |                                                                                |
| 12 juli CONCACAF Gold Cup 2015 Groep C № 682 «onderlinge duels» 16:30 uur | Trinidad en Tobago                   | 2 – 0 | Cuba | Soldier Field, Chicago Toeschouwers: 62.910 Scheidsrechter: David Gantar (CAN) |
| 12 juli CONCACAF Gold Cup 2015 Groep C № 682 «onderlinge duels» 16:30 uur | Sheldon Bateau 17' Andre Boucaud 42' |       |      | Soldier Field, Chicago Toeschouwers: 62.910 Scheidsrechter: David Gantar (CAN) |

|                                                                           |                                                                               |       |                                                                                |                                                                                           |
| 15 juli CONCACAF Gold Cup 2015 Groep C № 683 «onderlinge duels» 20:30 uur | Mexico                                                                        | 4 – 4 | Trinidad en Tobago                                                             | Bank of America Stadium, Charlotte Toeschouwers: 55.823 Scheidsrechter: Mark Geiger (USA) |
| 15 juli CONCACAF Gold Cup 2015 Groep C № 683 «onderlinge duels» 20:30 uur | Paul Aguilar 32' Carlos Vela 51' Andrés Guardado 88' Kenwyne Jones 90' (e.d.) |       | 55' Keron Cummings 58' Kenwyne Jones 67' Keron Cummings 90+3' Yohance Marshall | Bank of America Stadium, Charlotte Toeschouwers: 55.823 Scheidsrechter: Mark Geiger (USA) |

|                                                                               | |              | |                                                                                              |
| 19 juli CONCACAF Gold Cup 2015 Kwartfinale № 684 «onderlinge duels» 16:30 uur | Trinidad en Tobago | 1 – 1 (n.v.) | Panama | MetLife Stadium, East Rutherford Toeschouwers: 74.187 Scheidsrechter: Héctor Rodríguez (HON) |
| 19 juli CONCACAF Gold Cup 2015 Kwartfinale № 684 «onderlinge duels» 16:30 uur | Kenwyne Jones 54' |              | 37' Luis Tejada | MetLife Stadium, East Rutherford Toeschouwers: 74.187 Scheidsrechter: Héctor Rodríguez (HON) |
| 19 juli CONCACAF Gold Cup 2015 Kwartfinale № 684 «onderlinge duels» 16:30 uur | Strafschoppen |              | | MetLife Stadium, East Rutherford Toeschouwers: 74.187 Scheidsrechter: Héctor Rodríguez (HON) |
| 19 juli CONCACAF Gold Cup 2015 Kwartfinale № 684 «onderlinge duels» 16:30 uur | Ataullah Guerra Sheldon Bateau Joevin Jones Mekeil Williams Kenwyne Jones Radanfah Abu Bakr Daneil Cyrus Andre Boucaud Lester Peltier | 5 – 6        | Román Torres Gabriel Torres Erick Davis Abdiel Arroyo Armando Cooper Harold Cummings Alberto Quintero Blas Pérez Valentín Pimentel | MetLife Stadium, East Rutherford Toeschouwers: 74.187 Scheidsrechter: Héctor Rodríguez (HON) |

|  |  |  |  |  |  |  |  |  |

|                                                                  |                                                                |       |                                                       |                                                                                   |
| 4 september Vriendschappelijk № 685 «onderlinge duels» 20:00 uur | Mexico                                                         | 3 – 3 | Trinidad en Tobago                                    | Rio Tinto Stadium, Sandy Toeschouwers: 35.000 Scheidsrechter: Adrian Skeete (BAR) |
| 4 september Vriendschappelijk № 685 «onderlinge duels» 20:00 uur | Carlos Esquivel 41' Daneil Cyrus 56' (e.d.) Héctor Herrera 85' |       | 7' Jonathan Glenn 39' Keron Cummings 69' Joevin Jones | Rio Tinto Stadium, Sandy Toeschouwers: 35.000 Scheidsrechter: Adrian Skeete (BAR) |

|                                                                |                       |       |                                         |                                                                                                   |
| 8 oktober Vriendschappelijk № 686 «onderlinge duels» 20:30 uur | Panama                | 1 – 2 | Trinidad en Tobago                      | Estadio Rommel Fernández, Panama-Stad Toeschouwers: 12.000 Scheidsrechter: Melvin Matamoros (HON) |
| 8 oktober Vriendschappelijk № 686 «onderlinge duels» 20:30 uur | Valentín Pimentel 60' |       | 35' Kenwyne Jones 53' Radanfah Abu Bakr | Estadio Rommel Fernández, Panama-Stad Toeschouwers: 12.000 Scheidsrechter: Melvin Matamoros (HON) |

|                                                                 |                    |       |           |                                                                                             |
| 13 oktober Vriendschappelijk № 687 «onderlinge duels» 18:00 uur | Trinidad en Tobago | 0 – 0 | Nicaragua | Hasely Crawford Stadium, Port of Spain Toeschouwers: 5.500 Scheidsrechter: Keon Yorke (TRI) |
| 13 oktober Vriendschappelijk № 687 «onderlinge duels» 18:00 uur |                    |       |           | Hasely Crawford Stadium, Port of Spain Toeschouwers: 5.500 Scheidsrechter: Keon Yorke (TRI) |

|                                                                             |                  |       |                                      |                                                                                                  |
| 13 november Kwalificatie WK 2018 Groep C № 688 «onderlinge duels» 19:00 uur | Guatemala        | 1 – 2 | Trinidad en Tobago                   | Estadio Mateo Flores, Guatemala-Stad Toeschouwers: 18.313 Scheidsrechter: Mathieu Bourdeau (CAN) |
| 13 november Kwalificatie WK 2018 Groep C № 688 «onderlinge duels» 19:00 uur | Carlos Mejía 90' |       | 67' Khaleem Hyland 75' Kenwyne Jones | Estadio Mateo Flores, Guatemala-Stad Toeschouwers: 18.313 Scheidsrechter: Mathieu Bourdeau (CAN) |

|                                                                             |                    |       |                  |                                                                                               |
| 17 november Kwalificatie WK 2018 Groep C № 689 «onderlinge duels» 19:36 uur | Trinidad en Tobago | 0 – 0 | Verenigde Staten | Hasely Crawford Stadium, Port of Spain Toeschouwers: 22.809 Scheidsrechter: César Ramos (MEX) |
| 17 november Kwalificatie WK 2018 Groep C № 689 «onderlinge duels» 19:36 uur |                    |       |                  | Hasely Crawford Stadium, Port of Spain Toeschouwers: 22.809 Scheidsrechter: César Ramos (MEX) |

### 2016
|                                                                               |                    |                    |       |                                                                          |
| 8 januari Copa América Centenario Play-off № 690 «onderlinge duels» 17:30 uur | Trinidad en Tobago | 0 – 1              | Haïti | Estadio Rommel Fernández, Panama-Stad Scheidsrechter: David Gantar (CAN) |
| 8 januari Copa América Centenario Play-off № 690 «onderlinge duels» 17:30 uur |                    | 86' Pascal Millien |       | Estadio Rommel Fernández, Panama-Stad Scheidsrechter: David Gantar (CAN) |

|                                                               |                                   |       |                                         |                                                                                         |
| 19 maart Vriendschappelijk № 691 «onderlinge duels» 19:00 uur | Grenada                           | 2 – 2 | Trinidad en Tobago                      | Nationaal stadion, Saint George's Toeschouwers: 2.000 Scheidsrechter: Moet Gaymes (VIN) |
| 19 maart Vriendschappelijk № 691 «onderlinge duels» 19:00 uur | Jamal Charles 45' Jake Rennie 49' |       | 25' Shadon Winchester 90' Marcus Joseph | Nationaal stadion, Saint George's Toeschouwers: 2.000 Scheidsrechter: Moet Gaymes (VIN) |

|                                                               |                                            |       |                                                  |                                                                                     |
| 25 maart Vriendschappelijk № 692 «onderlinge duels» 15:30 uur | Saint Vincent en de Grenadines             | 2 – 3 | Trinidad en Tobago                               | Arnos Vale Stadium, Kingstown Toeschouwers: 3.140 Scheidsrechter: José Kellys (PAN) |
| 25 maart Vriendschappelijk № 692 «onderlinge duels» 15:30 uur | Myron Samuel 45' (pen.) Shandel Samuel 77' |       | 58' Joevin Jones 71' Levi García 82' Levi García | Arnos Vale Stadium, Kingstown Toeschouwers: 3.140 Scheidsrechter: José Kellys (PAN) |

|                                                               | |       |                                |                                                                                                 |
| 29 maart Vriendschappelijk № 693 «onderlinge duels» 19:00 uur | Trinidad en Tobago                                                                                         | 6 – 0 | Saint Vincent en de Grenadines | Hasely Crawford Stadium, Port of Spain Toeschouwers: 13.193 Scheidsrechter: Sandy Vásquez (DOM) |
| 29 maart Vriendschappelijk № 693 «onderlinge duels» 19:00 uur | Sheldon Bateau 36' Joevin Jones 49' Kenwyne Jones 60' Kevin Molino 67' Trevin Caesar 86' Trevin Caesar 89' |       |                                | Hasely Crawford Stadium, Port of Spain Toeschouwers: 13.193 Scheidsrechter: Sandy Vásquez (DOM) |

|                                                             |                                                                                     |       |                    |                                                                                |
| 23 mei Vriendschappelijk № 694 «onderlinge duels» 20:30 uur | Peru                                                                                | 4 – 0 | Trinidad en Tobago | Estadio Nacional, Lima Toeschouwers: 20.000 Scheidsrechter: Luis Sánchez (COL) |
| 23 mei Vriendschappelijk № 694 «onderlinge duels» 20:30 uur | Christian Cueva 36' Luiz Beto da Silva 40' Édison Flores 50' Cristián Benavente 90' |       |                    | Estadio Nacional, Lima Toeschouwers: 20.000 Scheidsrechter: Luis Sánchez (COL) |

|                                                             |                                                                |       |                    |                                                                                          |
| 27 mei Vriendschappelijk № 695 «onderlinge duels» 19:00 uur | Uruguay                                                        | 3 – 1 | Trinidad en Tobago | Estadio Centenario, Montevideo Toeschouwers: 15.000 Scheidsrechter: Mauro Vigliano (ARG) |
| 27 mei Vriendschappelijk № 695 «onderlinge duels» 19:00 uur | Edinson Cavani 26' (pen.) Edinson Cavani 39' Matías Vecino 52' |       | 7' Jomal Williams  | Estadio Centenario, Montevideo Toeschouwers: 15.000 Scheidsrechter: Mauro Vigliano (ARG) |

|                                                             |                                                                |       |                                   |                                                                               |
| 3 juni Vriendschappelijk № 696 «onderlinge duels» 20:30 uur | China                                                          | 4 – 2 | Trinidad en Tobago                | Olympisch stadion, Qinhuangdao Scheidsrechter: Muahmmad Taqi Bin Jahari (SIN) |
| 3 juni Vriendschappelijk № 696 «onderlinge duels» 20:30 uur | Jiang Ning 2' Zhang Yuning 31' Zhang Yuning 64' Hu Rentian 88' |       | 67' Willis Plaza 86' Willis Plaza | Olympisch stadion, Qinhuangdao Scheidsrechter: Muahmmad Taqi Bin Jahari (SIN) |

|                                                                             |                                     |       |                                 |                                                                                              |
| 2 september Kwalificatie WK 2018 Groep C № 697 «onderlinge duels» 19:00 uur | Trinidad en Tobago                  | 2 – 2 | Guatemala                       | Hasely Crawford Stadium, Port of Spain Toeschouwers: 20.147 Scheidsrechter: Jhon Pitti (PAN) |
| 2 september Kwalificatie WK 2018 Groep C № 697 «onderlinge duels» 19:00 uur | Joevin Jones 45+1' Joevin Jones 62' |       | 36' Carlos Ruíz 86' Carlos Ruíz | Hasely Crawford Stadium, Port of Spain Toeschouwers: 20.147 Scheidsrechter: Jhon Pitti (PAN) |

|                                                                             |                                                                         |       |                    |                                                                                         |
| 6 september Kwalificatie WK 2018 Groep C № 698 «onderlinge duels» 20:00 uur | Verenigde Staten                                                        | 4 – 0 | Trinidad en Tobago | EverBank Field, Jacksonville Toeschouwers: 19.410 Scheidsrechter: Ricardo Montero (CRC) |
| 6 september Kwalificatie WK 2018 Groep C № 698 «onderlinge duels» 20:00 uur | Sacha Kljestan 44' Jozy Altidore 59' Jozy Altidore 62' Paul Arriola 71' |       |                    | EverBank Field, Jacksonville Toeschouwers: 19.410 Scheidsrechter: Ricardo Montero (CRC) |

|                                                                                        |                                                                     |       |                        |                                                              |
| 5 oktober Caribbean Cup 2017 kwalificatie Voorronde № 699 «onderlinge duels» 19:00 uur | Trinidad en Tobago                                                  | 4 – 0 | Dominicaanse Republiek | Ato Boldon Stadium, Couva Scheidsrechter: Kimbell Ward (SKN) |
| 5 oktober Caribbean Cup 2017 kwalificatie Voorronde № 699 «onderlinge duels» 19:00 uur | Kevin Molino 14' Kevin Molino 18' Cordell Cato 30' Kevin Molino 55' |       |                        | Ato Boldon Stadium, Couva Scheidsrechter: Kimbell Ward (SKN) |

|                                                                                         |                                          |              |                    |                                                                           |
| 11 oktober Caribbean Cup 2017 kwalificatie Voorronde № 700 «onderlinge duels» 20:00 uur | Martinique                               | 2 – 0 (n.v.) | Trinidad en Tobago | Stade Pierre-Aliker, Fort-de-France Scheidsrechter: Valdin Legister (JAM) |
| 11 oktober Caribbean Cup 2017 kwalificatie Voorronde № 700 «onderlinge duels» 20:00 uur | Kévin Parsemain 105' Steeven Langil 120' |              |                    | Stade Pierre-Aliker, Fort-de-France Scheidsrechter: Valdin Legister (JAM) |

|                                                                                  |                |                                              |            |                                                                            |
| 11 november Kwalificatie WK 2018 Vijfde ronde № 701 «onderlinge duels» 19:05 uur | Trinidad en T. | 0 – 2                                        | Costa Rica | Hasely Crawford Stadium, Port of Spain Scheidsrechter: Oscar Moncada (HON) |
| 11 november Kwalificatie WK 2018 Vijfde ronde № 701 «onderlinge duels» 19:05 uur |                | 65' Christian Bolaños 90+2' Ronald Matarrita |            | Hasely Crawford Stadium, Port of Spain Scheidsrechter: Oscar Moncada (HON) |

|                                                                             |                                                              |       |                      | |
| 15 november Kwalificatie WK 2018 Groep A № 702 «onderlinge duels» 15:00 uur | Honduras                                                     | 3 – 1 | Trinidad en Tobago   | Estadio Olímpico Metropolitano, San Pedro Sula Toeschouwers: 34.576 Scheidsrechter: Jair Marrufo (USA) |
| 15 november Kwalificatie WK 2018 Groep A № 702 «onderlinge duels» 15:00 uur | Romell Quioto 16' Emilio Izaguirre 19' Gabriel Hernández 80' |       | 51' Carlyle Mitchell | Estadio Olímpico Metropolitano, San Pedro Sula Toeschouwers: 34.576 Scheidsrechter: Jair Marrufo (USA) |

|                                                                  |                                 |       |                    |                                                                                  |
| 27 december Vriendschappelijk № 703 «onderlinge duels» 18:30 uur | Nicaragua                       | 2 – 1 | Trinidad en Tobago | Estadio Nacional, Managua Toeschouwers: 5.000 Scheidsrechter: Óscar Davila (NCA) |
| 27 december Vriendschappelijk № 703 «onderlinge duels» 18:30 uur | Luis Peralta 3' Dany Cadena 47' |       | 75' Hachim Arcia   | Estadio Nacional, Managua Toeschouwers: 5.000 Scheidsrechter: Óscar Davila (NCA) |

|                                                                  |                 |       |                                                          |                                                                                  |
| 30 december Vriendschappelijk № 704 «onderlinge duels» 18:30 uur | Nicaragua       | 1 – 3 | Trinidad en Tobago                                       | Estadio Nacional, Managua Toeschouwers: 6.000 Scheidsrechter: Erick Lezama (NCA) |
| 30 december Vriendschappelijk № 704 «onderlinge duels» 18:30 uur | Dany Cadena 25' |       | 37' Cornell Glenn 51' Carlyle Mitchell 74' Aikim Andrews | Estadio Nacional, Managua Toeschouwers: 6.000 Scheidsrechter: Erick Lezama (NCA) |

### 2017
|                                                                                   |                    |              |                                         |                                                             |
| 4 januari Caribbean Cup kwalificatie Voorronde № 705 «onderlinge duels» 19:00 uur | Trinidad en Tobago | 1 – 2 (n.v.) | Suriname                                | Ato Boldonstadion, Couva Scheidsrechter: Kimbell Ward (SKN) |
| 4 januari Caribbean Cup kwalificatie Voorronde № 705 «onderlinge duels» 19:00 uur | Tyrone Charles 81' |              | 76' Guno Kwasie 110' Ivanildo Rozenblad | Ato Boldonstadion, Couva Scheidsrechter: Kimbell Ward (SKN) |

|                                                                                   |                                                                                        |              |                                                                   |                                                                 |
| 8 januari Caribbean Cup kwalificatie Voorronde № 706 «onderlinge duels» 17:00 uur | Haïti                                                                                  | 4 – 3 (n.v.) | Trinidad en Tobago                                                | Ato Boldonstadion, Couva Scheidsrechter: Ricangel de Leça (ARU) |
| 8 januari Caribbean Cup kwalificatie Voorronde № 706 «onderlinge duels» 17:00 uur | Derrick Etienne 20' Kervens Belfort 39' Kervens Belfort 111' Andrew Jean-Baptiste 117' |              | 1' Shadon Winchester 25' Shadon Winchester 113' Shadon Winchester | Ato Boldonstadion, Couva Scheidsrechter: Ricangel de Leça (ARU) |

|                                                                               |                    |       |        |                                                                               |
| 24 maart Kwalificatie WK 2018 Vijfde ronde № 707 «onderlinge duels» 19:00 uur | Trinidad en Tobago | 1 – 0 | Panama | Hasely Crawford Stadium, Port of Spain Scheidsrechter: Melvin Matamoros (HON) |
| 24 maart Kwalificatie WK 2018 Vijfde ronde № 707 «onderlinge duels» 19:00 uur | Kevin Molino 37'   |       |        | Hasely Crawford Stadium, Port of Spain Scheidsrechter: Melvin Matamoros (HON) |

|                                                                               |                    |                 |        |                                                                                                   |
| 28 maart Kwalificatie WK 2018 Vijfde ronde № 708 «onderlinge duels» 19:00 uur | Trinidad en Tobago | 0 – 1           | Mexico | Hasely Crawford Stadium, Port of Spain Toeschouwers: 14.822 Scheidsrechter: Valdin Legister (JAM) |
| 28 maart Kwalificatie WK 2018 Vijfde ronde № 708 «onderlinge duels» 19:00 uur |                    | 58' Diego Reyes |        | Hasely Crawford Stadium, Port of Spain Toeschouwers: 14.822 Scheidsrechter: Valdin Legister (JAM) |

|                                                                             |                                             |       |                    | |
| 8 juni Kwalificatie WK 2018 Vijfde ronde № 709 «onderlinge duels» 18:00 uur | Verenigde Staten                            | 2 – 0 | Trinidad en Tobago | Dick's Sporting Goods Park, Commerce City Toeschouwers: 19.188 Scheidsrechter: Óscar Moncada (HON) |
| 8 juni Kwalificatie WK 2018 Vijfde ronde № 709 «onderlinge duels» 18:00 uur | Christian Pulisic 52' Christian Pulisic 62' |       |                    | Dick's Sporting Goods Park, Commerce City Toeschouwers: 19.188 Scheidsrechter: Óscar Moncada (HON) |

|                                                                              |                                   |       |                    |                                                                                      |
| 13 juni Kwalificatie WK 2018 Vijfde ronde № 710 «onderlinge duels» 20:00 uur | Costa Rica                        | 2 – 1 | Trinidad en Tobago | Estadio Nacional, San José Toeschouwers: 35.040 Scheidsrechter: Yadel Martínez (CUB) |
| 13 juni Kwalificatie WK 2018 Vijfde ronde № 710 «onderlinge duels» 20:00 uur | Francisco Calvo 1' Bryan Ruiz 44' |       | 35' Kevin Molino   | Estadio Nacional, San José Toeschouwers: 35.040 Scheidsrechter: Yadel Martínez (CUB) |

|                                                                  |                     |       |                                    |                                                                                                  |
| 24 augustus Vriendschappelijk № 711 «onderlinge duels» 19:00 uur | Trinidad en Tobago  | 1 – 2 | Jamaica                            | Hasely Crawford Stadium, Port of Spain Toeschouwers: 4.000 Scheidsrechter: Sherwin Johnson (GUY) |
| 24 augustus Vriendschappelijk № 711 «onderlinge duels» 19:00 uur | Kevon Villaroel 11' |       | 6' Jamiel Hardware 57' Fabian Reid | Hasely Crawford Stadium, Port of Spain Toeschouwers: 4.000 Scheidsrechter: Sherwin Johnson (GUY) |

|                                                                                  |                         |       |                                     |                                                                   |
| 1 september Kwalificatie WK 2018 Vijfde ronde № 712 «onderlinge duels» 20:00 uur | Trinidad en Tobago      | 1 – 2 | Honduras                            | Ato Boldon Stadium, Couva Scheidsrechter: Fernando Guerrero (MEX) |
| 1 september Kwalificatie WK 2018 Vijfde ronde № 712 «onderlinge duels» 20:00 uur | Joevin Jones 67' (pen.) |       | 7' Alexander López 16' Alberth Elis | Ato Boldon Stadium, Couva Scheidsrechter: Fernando Guerrero (MEX) |

|                                                                                  |                                                                  |       |                    |                                                                                                 |
| 5 september Kwalificatie WK 2018 Vijfde ronde № 713 «onderlinge duels» 21:00 uur | Panama                                                           | 3 – 0 | Trinidad en Tobago | Estadio Rommel Fernández, Panama-Stad Toeschouwers: 19.000 Scheidsrechter: Henry Bejarano (CRC) |
| 5 september Kwalificatie WK 2018 Vijfde ronde № 713 «onderlinge duels» 21:00 uur | Gabriel Torres 39' Carlyle Mitchell 58' (e.d.) Abdiel Arroyo 85' |       |                    | Estadio Rommel Fernández, Panama-Stad Toeschouwers: 19.000 Scheidsrechter: Henry Bejarano (CRC) |

|                                                                                |                                                              |       |                        |                                                                                                  |
| 6 oktober Kwalificatie WK 2018 Vijfde ronde № 714 «onderlinge duels» 20:30 uur | Mexico                                                       | 3 – 1 | Trinidad en Tobago     | Estadio Alfonso Lastras, San Luis Potosí Toeschouwers: 25.111 Scheidsrechter: Kimbell Ward (SKN) |
| 6 oktober Kwalificatie WK 2018 Vijfde ronde № 714 «onderlinge duels» 20:30 uur | Hirving Lozano 78' Javier Hernández 88' Héctor Herrera 90+4' |       | 66' Shahdon Winchester | Estadio Alfonso Lastras, San Luis Potosí Toeschouwers: 25.111 Scheidsrechter: Kimbell Ward (SKN) |

|                                                                                 |                                          |       |                       |                                                                                 |
| 10 oktober Kwalificatie WK 2018 Vijfde ronde № 715 «onderlinge duels» 20:00 uur | Trinidad en Tobago                       | 2 – 1 | Verenigde Staten      | Ato Boldonstadion, Couva Toeschouwers: 1.572 Scheidsrechter: Marlon Mejia (SLV) |
| 10 oktober Kwalificatie WK 2018 Vijfde ronde № 715 «onderlinge duels» 20:00 uur | Omar González 17' (e.d.) Alvin Jones 36' |       | 47' Christian Pulisic | Ato Boldonstadion, Couva Toeschouwers: 1.572 Scheidsrechter: Marlon Mejia (SLV) |

|                                                                  |                                          |       |                                        |                                                                                     |
| 11 november Vriendschappelijk № 716 «onderlinge duels» 18:30 uur | Trinidad en Tobago                       | 2 – 2 | Grenada                                | Ato Boldonstadion, Couva Toeschouwers: 2.000 Scheidsrechter: Daneon Parchment (JAM) |
| 11 november Vriendschappelijk № 716 «onderlinge duels» 18:30 uur | Jamille Boatswain 89' Kevin Molino 90+2' |       | 49' Shandon Baptiste 72' Ricky Modeste | Ato Boldonstadion, Couva Toeschouwers: 2.000 Scheidsrechter: Daneon Parchment (JAM) |

|                                                                  |                       |       |                    |                                                            |
| 14 november Vriendschappelijk № 717 «onderlinge duels» 18:30 uur | Trinidad en Tobago    | 1 – 1 | Guyana             | Ato Boldonstadion, Couva Scheidsrechter: Moet Gaymes (VIN) |
| 14 november Vriendschappelijk № 717 «onderlinge duels» 18:30 uur | Shadon Winchester 59' |       | 19' Sheldon Holder | Ato Boldonstadion, Couva Scheidsrechter: Moet Gaymes (VIN) |

### 2018
|                                      |            |                  |                    | |
| 23 maart Vriendschappelijk 17:00 uur | Guadeloupe | 0 – 1            | Trinidad en Tobago | Stade René Serge Nabajoth, Les Abymes Toeschouwers: 3.000 Scheidsrechter: Jean-Pierre Janvillier (MTQ) |
| 23 maart Vriendschappelijk 17:00 uur |            | 30' Joevin Jones |                    | Stade René Serge Nabajoth, Les Abymes Toeschouwers: 3.000 Scheidsrechter: Jean-Pierre Janvillier (MTQ) |

|                                      |            |       |                    |                                                                        |
| 25 maart Vriendschappelijk 18:00 uur | Martinique | 0 – 0 | Trinidad en Tobago | Stade Pierre Aliker, Fort-de-France Scheidsrechter: Steve Zabeau (GLP) |
| 25 maart Vriendschappelijk 18:00 uur |            |       |                    | Stade Pierre Aliker, Fort-de-France Scheidsrechter: Steve Zabeau (GLP) |

|                                                               |                    |                    |        |                                                           |
| 17 april Vriendschappelijk № 718 «onderlinge duels» 18:30 uur | Trinidad en Tobago | 0 – 1              | Panama | Ato Boldonstadion, Couva Scheidsrechter: Reon Radix (GRN) |
| 17 april Vriendschappelijk № 718 «onderlinge duels» 18:30 uur |                    | 90+3' Josiel Núñez |        | Ato Boldonstadion, Couva Scheidsrechter: Reon Radix (GRN) |

### 2019
|                                                         |       |       |                    |                                                                            |
| 5 juni Vriendschappelijk № «onderlinge duels» 19:30 uur | Japan | 0 – 0 | Trinidad en Tobago | Toyotastadion, Toyota Toeschouwers: 38.507 Scheidsrechter: Zhang Lei (CHN) |
| 5 juni Vriendschappelijk № «onderlinge duels» 19:30 uur |       |       |                    | Toyotastadion, Toyota Toeschouwers: 38.507 Scheidsrechter: Zhang Lei (CHN) |

|                                                       |                    |                                      |          |                                                                           |
| 10 oktober CNL 2019/20 № «onderlinge duels» 19:00 uur | Trinidad en Tobago | 0 – 2                                | Honduras | Hasely Crawfordstadion, Port of Spain Scheidsrechter: Mario Escobar (GUA) |
| 10 oktober CNL 2019/20 № «onderlinge duels» 19:00 uur |                    | Brayan Moya 52' Douglas Martinez 90' |          | Hasely Crawfordstadion, Port of Spain Scheidsrechter: Mario Escobar (GUA) |

TTFF · A-internationals · Bondscoaches · Selecties · Statistieken · Olympisch elftal · Vrouwenelftal van Trinidad en Tobago · Trinidad U21 · Trinidad U19 · Trinidad U17
Gold Cup 1991 · 
Gold Cup 1993 · 
Gold Cup 1996 · 
Gold Cup 1998 · 
Gold Cup 2000 · 
Gold Cup 2002 · 
Gold Cup 2005 · 
Gold Cup 2007 · 
Gold Cup 2009 · 
Gold Cup 2011 · 
Gold Cup 2013
WK 2006
1934 · 
1935 · 
1936 · 
1937 · 
1938 · 
1939 · 
1940 · 
1941 · 
1942 · 
1943 · 
1944 · 
1945 · 
1946 · 
1947 · 
1948 · 
1949 · 
1950 · 
1951 · 
1952 · 
1953 · 
1954 · 
1955 · 
1956 · 
1957 · 
1958 · 
1959 · 
1960 · 
1961 · 
1962 · 
1963 · 
1964 · 
1965 · 
1966 · 
1967 · 
1968 · 
1969 · 
1970 · 
1971 · 
1972 · 
1973 · 
1974 · 
1975 · 
1976 · 
1977 · 
1978 · 
1979 · 
1980 · 
1981 · 
1982 · 
1983 · 
1984 · 
1985 · 
1986 · 
1987 · 
1988 · 
1989 · 
1990 · 
1991 · 
1992 · 
1993 · 
1994 · 
1995 · 
1996 · 
1997 · 
1998 · 
1999 · 
2000 · 
2001 · 
2002 · 
2003 · 
2004 · 
2005 · 
2006 · 
2007 · 
2008 · 
2009 · 
2010 · 
2011 · 
2012 · 
2013 · 
2014 ·
2015 ·
2016 ·
2017 ·
2018 ·
2019 ·
2020 ·
2021 ·
2022
Anguilla · 
Antigua en Barbuda ·
Argentinië ·
Azerbeidzjan · 
Bahama's ·
Bahrein · 
Barbados · 
Belize · 
Bermuda · 
Bolivia ·
Botswana · 
Britse Maagdeneilanden · 
Canada · 
Chili · 
China · 
Colombia · 
Costa Rica · 
Cuba · 
Curaçao · 
Dominicaanse Republiek ·
Ecuador ·
Egypte ·
El Salvador ·
Engeland ·
Estland ·
Finland ·
Grenada ·
Guatemala ·
Guyana ·
Haïti ·
Honduras ·
Ierland ·
IJsland ·
India ·
Irak ·
Iran ·
Jamaica ·
Japan ·
Jordanië ·
Kaaimaneilanden · 
Kenia · 
Koeweit ·
Marokko ·
Mexico ·
Montserrat ·
Nederlandse Antillen ·
Nicaragua ·
Nieuw-Zeeland ·
Noord-Ierland ·
Noorwegen · 
Oostenrijk · 
Panama ·
Paraguay ·
Peru ·
Puerto Rico ·
Roemenië ·
Saint Kitts en Nevis ·
Saint Lucia ·
Saint Vincent en de Grenadines ·
Saoedi-Arabië · 
Schotland ·
Slovenië ·
Suriname ·
Tadzjikistan ·
Taiwan ·
Thailand ·
Tsjechië · 
Uruguay · 
Venezuela · 
Verenigde Arabische Emiraten ·
Verenigde Staten ·
Wales · 
Zuid-Afrika ·
Zuid-Korea ·
Zweden
Engeland (2006) · 
Paraguay (2006) · 
Zweden (2006)
AFC-zone: Afghanistan · Australië · Bahrein · Bangladesh · Bhutan · Brunei · Cambodja · China · Chinees Taipei · Filipijnen · Guam · Hongkong · India · Indonesië · Iran · Irak · Japan · Jemen · Jordanië · Koeweit · Kirgizië · Laos · Libanon · Macau · Maleisië · Maldiven · Mongolië · Myanmar · Nepal · Noord-Korea · Oezbekistan · Oman · Oost-Timor · Pakistan · Palestina · Qatar · Saoedi-Arabië · Singapore · Sri Lanka · Syrië · Tadjikistan · Thailand · Turkmenistan · Verenigde Arabische Emiraten · Vietnam · Zuid-Korea

CAF-zone: Algerije · Angola · Benin · Botswana · Burkina Faso · Burundi · Centraal-Afrikaanse Republiek · Comoren · Congo-Brazzaville · Congo-Kinshasa · Djibouti · Egypte · Equatoriaal-Guinea · Eritrea · Ethiopië · Gabon · Gambia · Ghana · Guinee · Guinee-Bissau · Ivoorkust · Kaapverdië · Kameroen · Kenia · Lesotho · Liberia · Libië · Madagaskar · Malawi · Mali · Mauritanië · Mauritius · Marokko · Mozambique · Namibië · Niger · Nigeria · Oeganda · Rwanda · Sao Tomé en Principe · Senegal · Seychellen · Sierra Leone · Soedan · Somalië · Swaziland · Tanzania · Togo · Tsjaad · Tunesië · Zambia · Zimbabwe · Zuid-Afrika · Zuid-Soedan 

CONCACAF-zone: Amerikaanse Maagdeneilanden · Anguilla · Antigua en Barbuda · Aruba · Bahama's · Barbados · Belize · Bermuda · Britse Maagdeneilanden · Canada · Kaaimaneilanden · Costa Rica · Cuba · Curaçao · Dominica · Dominicaanse Republiek · El Salvador · Frans Guyana · Grenada · Guadeloupe · Guatemala · Guyana · Haïti · Honduras · Jamaica · Martinique · Mexico · Montserrat · 
Nicaragua · Panama · Puerto Rico · Saint Kitts en Nevis · Saint Lucia · Saint Vincent en de Grenadines · Sint Maarten · Suriname · Trinidad en Tobago · Turks- en Caicoseilanden · Verenigde Staten

CONMEBOL-zone: Argentinië · Bolivia · Brazilië · Chili · Colombia · Ecuador · Paraguay · Peru · Uruguay · Venezuela

OFC-zone: Amerikaans-Samoa · Cookeilanden · Fiji · Nieuw-Caledonië · Nieuw-Zeeland · Papoea-Nieuw-Guinea · Samoa · Salomoneilanden · Tahiti · Tonga · Vanuatu

UEFA-zone: Albanië · Andorra · Armenië · Azerbeidzjan · België · Bosnië en Herzegovina · Bulgarije · Cyprus · Denemarken · Duitsland · Engeland · Estland · Faeröer · Finland · Frankrijk · Georgië · Gibraltar · Griekenland · Hongarije · IJsland · Ierland · Israël · Italië · Kazachstan · Kosovo · Kroatië · Letland · Liechtenstein · Litouwen · Luxemburg · Macedonië · Malta · Moldavië · Montenegro · Nederland · Noord-Ierland · Noorwegen · Oekraïne · Oostenrijk · Polen · Portugal · Roemenië · Rusland · San Marino · Schotland · Servië · Slovenië · Slowakije · Spanje · Tsjechië · Turkije · Wales · Wit-Rusland · Zweden · Zwitserland